# Stadtbus Dornbirn
Dornbirn helyi autóbusz-közlekedési vállalatát 1991-ben alapították. Napjainkban 11 viszonylaton közlekednek a társaság piros vagy sárga színű autóbuszai.

## Viszonylatok
A város autóbusz-állomása a vasútállomás előtt található, így az összes járat érinti is azt.

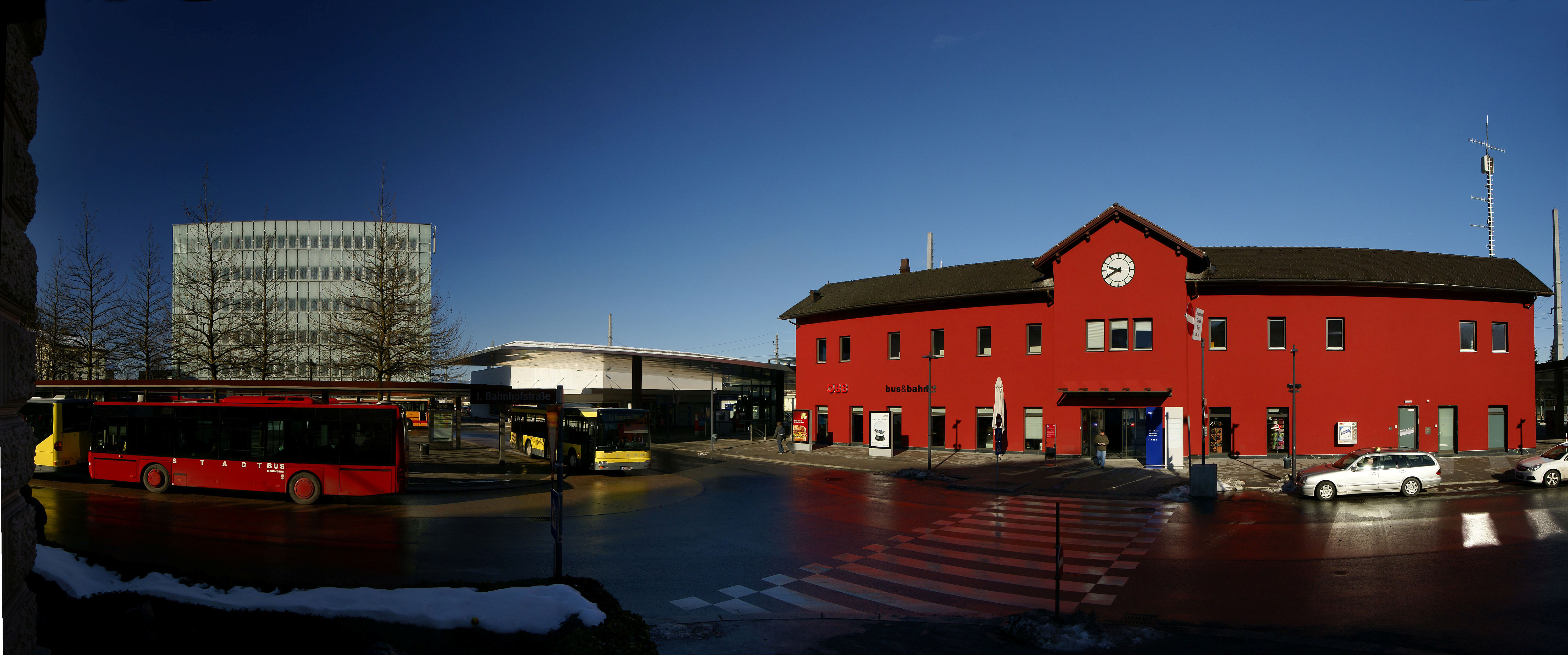
Bahnhof Dornbirn - és az autóbusz-állomás

- Linie 1: Bahnhof Dornbirn - Bahnhof Schoren - Messegelände
- Linie 1a: Bahnhof Dornbirn - Kapelle Kehlen - Am Stiglbach
- Linie 2: Bahnhof Dornbirn - Mühlebach - Pfarrheim Wallenmahd
- Linie 2a: Bahnhof Dornbirn - Kastenlangen
- Linie 3: Bahnhof Dornbirn - Bahnhof Hatlerdorf - Pfarrheim Wallenmahd
- Linie 4: Bahnhof Dornbirn - Forach - Wieden - Am Stiglbach
- Linie 5: Bahnhof Dornbirn - Kirche Rohrbach - Messegelände
- Linie 6: Bahnhof Dornbirn - Bahnbrücke - Im Porst - Am Eisweiher
- Linie 7: Bahnhof Dornbirn - Inatura - Karrenseilbahn - Gütle (Rolls-Royce Múzeum)
- Linie 8: Bahnhof Dornbirn - Oberdorf - Hatler Kirche - Messegelände
- Linie 9: Bahnhof Dornbirn - Kehlegg